# ジョディ・フォスターのママはゴースト
『ジョディ・フォスターのママはゴースト』（O'Hara's Wife）は、1982年のアメリカ映画。
元々はアメリカでTV映画として製作・放映された作品で、ジョディ・フォスターが女優業を控え学業中心だった大学在学中に唯一出演したハートフル・コメディー。日本では後に『ママはゴースト』の題名でビデオ販売されている。

## あらすじ
平凡な中年の主婦ハリーは、ある日突然、心臓発作で死んでしまう。だが、夫が一人では何一つできないことを心配するあまり、ゴーストになって家族の元に戻り、夫や子供たちを助けようとするが、おせっかいがたたって大騒動を巻き起こしてしまう。

## スタッフ
- 監督・脚本：ウィリアム・バートマン
- 製作総指揮：マイケル・T・マーフィ
- 製作：ピーター・S・デイヴィス、ウィリアム・N・パンザー
- 脚本：ジョセフ・キーランド
- 撮影：ハリー・ストラドリング・ジュニア
- 音楽：アーティ・バトラー

## キャスト
※括弧内は日本語吹替。
- ジョディ・フォスター（麻生まどか）：バーバラ・オハラ
- エドワード・アズナー（福田信昭）：ボブ・オハラ
- マリエット・ハートレイ（定岡小百合）：ハリー・オハラ
- ペリー・ラング：ロブ・オハラ
- ケリー・ビショップ：ベス・ダグラス